# De Leiegouw (vereniging)
De Leiegouw is een vereniging voor geschied-, taal- en volkskundig onderzoek in de Belgische stad Kortrijk. Opgericht in 1958 publiceert De Leiegouw onderzoek over deze domeinen in haar gelijknamige tijdschrift De Leiegouw. Geografisch richt De Leiegouw zich op de stad, de voormalige kasselrij en het arrondissement Kortrijk. 

## Publicaties
- Tijdschrift De Leiegouw (2 nummers per jaar)
- Reeks Verhandelingen